# あいかりん
あいかりんは、日本のモデル、歌手、元AV女優、インフルエンサー。元キングラビッツのメンバー。

## 経歴
16歳からモデル活動を開始。『小悪魔ageha』、『egg』、『MEN'S KNUCKLE』でレギュラーモデル。
セクシータレントやYouTuberとして活躍をしているかたわら、ダンサーやキャバ嬢、DJとしても活動。ファッキングラビッツ(あいかりんと芹野莉奈)のメンバー。一番高価なプレゼントは「家」。現在、そこが実家となっている。「メンヘラじゃないビッチ」を自称。トークショーでは「エロはあくまでビジネス」と語っている。
2017年、あいかりん、橘咲良（たちばな・さくら）、芹野莉奈（せりの・りな）、さぁちむの4人からなるダンサーユニットFxxkingRabbit（ファッキングラビッツ）を結成し、2018年にユーロビート曲「イイ波のってん☆NIGHT」がヒット。 同曲歌詞のワンフレーズ『いい波のってんね～』は「2018年ギャル流行語大賞」1位に選出された。
2018年12月31日からグループ名を「キングラビッツ」に改名。2019年現在の月収は約300万円。
2021年12月31日をもってキングラビッツ解散。
2023年7月18日、FANZAにて約10年ぶりにAV女優復帰を発表。同年8月15日にE-BODYより『SNS総フォロワー40万人の本物インフルエンサー 日本一‘いい波のってる’女 あいかりん 復活』を発売した。

## 出演

### テレビ
- じっくり聞いタロウ～スター近況（秘）報告～（2017年4月6日、9月8日、11月16日、2018年11月8日、2020年2月7日、2024年6月27日、テレビ東京）[10][11]
- バキバキ☆ビート!Ⅱ（2019年5月4日、サンテレビ）

### ウェブテレビ
- 全日本パリピ女子選手権ハロウィンスペシャル（2018年10月31日、AbemaTV）
- 給与明細（2019年8月26日、AbemaTV）潜入ガール[12]

### 映画
- 100秒の拳王 -ケンカバトルロワイアル-（2024年9月6日、SDP） - 増野風香 役[13]

### ミュージックビデオ
- 「1000の夜、1000の恋」森本ナムア（2016年）
- 「ズルい女」、「浮気の境界線」[14]（アルバム「Uncensored」収録）SLOTH（2018年6月22日）当該アルバムジャケットも担当[15]

## 作品

### アダルトビデオ
2012年
- HAT TRICK あいかりん（12月1日、MUTEKI）

2013年
- WATER POLE あいかりん（4月11日、プレステージ）
- 絶対的美少女、お貸しします。 ACT.33（5月1日、プレステージ）
- NEW TOKYO流儀 01 あいかりん（6月1日、プレステージ）
- 新従順ペット候補生 ＃002 あいかりん（7月2日、プレステージ）
- kira★kira DEBUT 現役カリスマモデルGAL専属デビュー CHARISMA GAL降臨 あいかりん（9月19日、kira☆kira）
- LOTION & OIL BODY GAL -現役カリスマモデルぬる × 2テカ × 2超絶FUCK- あいかりん（10月19日、kira☆kira）
- THE PERFECT GAL-現役カリスマモデル援交ギャル- あいかりん（11月16日、kira☆kira）
- ギャル女子校生-ノーパン・ノーブラ男根狩り学園- あいかりん（12月19日、kira☆kira）

2023年
- SNS総フォロワー40万人の本物インフルエンサー 日本一‘いい波のってる’女 あいかりん 復活（8月15日、E-BODY）

### 楽曲
キングラビッツの楽曲についてはキングラビッツ参照。
- 君はペット（2022年1月20日、配信限定）[16]
- やっチャイナ（2023年1年8日、配信限定）[17]